# André Gobert
André Henri Gobert (Parijs, 30 september 1890 – Parijs, 6 december 1951) was een Frans tennisspeler. Gobert won tijdens het indoortoernooi van de Olympische Zomerspelen 1912 zowel de gouden medaille in het enkelspel en samen met Maurice Germot het herendubbelspel. In 1911 won Gobert samen met Max Décugis het herendubbel op Wimbledon. In 1919 won hij het World Covered Court Championships in het enkelspel, toentertijd was dat een van de drie belangrijkste toernooien op de kalender.